# Selenia postmaculata
Selenia postmaculata är en fjärilsart som beskrevs av Barend J. Lempke 1970. Selenia postmaculata ingår i släktet Selenia och familjen mätare. Inga underarter finns listade i Catalogue of Life.